# Махмуд Джабер
Махмуд Джабер (івр. מחמוד ג'אבר, араб. محمود جابر; нар. 5 жовтня 1999, Тайбе) — ізраїльський футболіст арабського походження, півзахисник клубу  Сент-Етьєн та національної збірної Ізраїлю.

## Клубна кар'єра
Махмуд Джабер народився 1999 року в місті Тайбе, та є вихованцем футбольної школи клубу «Маккабі» (Хайфа). У 2019 році хайфський клуб віддав Джабера в оренду до команди «Хапоель» (Ноф-га-Галіль), в якій футболіст грав до 2021 року, взявши участь у 63 матчах чемпіонату. У 2021 році Джабер повернувся до «Маккабі».

## Виступи за збірну
У 2022 році Махмуд Джабер дебютував у складі національної збірної Ізраїлю. Станом на травень 2025 року зіграв у складі збірної 12 матчів, у яких забитими голами не відзначився.

## Титули і досягнення
- Чемпіон Ізраїлю (2):

«Маккабі» (Хайфа): 2022, 2023
- Володар Кубка Тото (1):

«Маккабі» (Хайфа): 2021
- Володар Суперкубка Ізраїлю (1):

«Маккабі» (Хайфа): 2021, 2023